# 雷塔莫索
雷塔莫索，是西班牙卡斯蒂利亚-拉曼恰托莱多省的一个市镇。总面积48平方公里，总人口134人（2001年），人口密度3人/平方公里。